# IC 3861
IC 3861 је елиптична галаксија у сазвјежђу Ловачки пси која се налази на листи објеката дубоког неба у Индекс каталогу.
Деклинација објекта је + 38° 16' 57" а ректасцензија 12h 53m 50,8s. Привидна величина (магнитуда) објекта IC 3861 износи 15,2 а фотографска магнитуда 16,2.